# Saxifraga valdensis
Espèce
Classification phylogénétique
Statut de conservation UICN

 NT  : Quasi menacé
Saxifraga valdensis, la Saxifrage de Vaud, ou Saxifrage vaudoise, est une espèce de plantes à fleurs du genre Saxifraga et de la famille des Saxifragacées. C'est une plante herbacée vivace endémique à quelques localités des Alpes cottiennes, entre la France et l'Italie.
Synonymes
- Saxifraga diapensioides subsp. valdensis (DC.) Bonnier & Layens, 1894
- Saxifraga compacta Sternb., 1822 [1]

## Description
- Rosette de feuilles très denses
- Tiges rougeâtres couvertes de glandes collantes
- Hauteur : de 5 à 15 cm
- Fleurs blanches, 1 cm de diamètre.

## Répartition
Cette espèce n'est présente que dans une dizaine de localités en France et une en Italie, à une altitude de 1 800 à 3 000 mètres. La population est estimée à environ un millier de plants et elle semble stable dans le mesure où de nouvelles infrastructures touristiques ne menacent pas les sites.
L'espèce est intégralement protégée en France et en Italie.